# バージェス・ジェンキンス
バージェス・ジェンキンス（Burgess Jenkins, 1973年10月24日 - ）は、アメリカ合衆国の俳優。

## 経歴
2000年の映画『タイタンズを忘れない』でアカデミー俳優デンゼル・ワシントンに対抗する役、2007年の映画『リーピング』でヒラリー・スワンクの夫デイヴィッド・ウィンター役を演じた。数々の賞を受賞した2009年のインディペンデント映画『Wesley 』でケヴィン・マッカーシー、ジューン・ロックハートと共演し、宗教的リーダーのジョン・ウェスレーを演じた。
テレビではLifetimeの『アーミー・ワイフ』、『私はラブ・リーガル』にレギュラー出演しつつ、CWの連続ドラマ『One Tree Hill』の第6シーズンでボビー・アイロンズ役を演じた。実話のドラマ化『Unshackled 』でステイシー・キーチと共に主演。『Insignificant Others 』のブルース・スノウ役でボストン映画祭で最優秀俳優賞にノミネートされた。
2012年よりABCの『ナッシュビル』にコニー・ブリットン演じるレイナ・ジェイムスと長年の友達でありプロデューサーのランディ・ロバーツ役で出演。『タイタンズを忘れない』以来ヘイデン・パネッティーアと共演。
ロバート・カーネギーやアカデミー賞ノミネート俳優ジェフ・ゴールドブラムと共にプレイハウス・ウェストでメイズナー演技法を学んだ。

## 主な出演作品

### 映画
| 公開年 | 邦題 原題                                 | 役名                     | 備考 |
| ------ | ----------------------------------------- | ------------------------ | ---- |
| 2000   | タイタンズを忘れない Remember the Titans  | レイ・バッズ             |      |
| 2006   | デプス・ダウン Sea of Fear                | ランス                   |      |
| 2007   | 地獄のクリスマス・キャロル Fall Down Dead | アール                   |      |
| 2007   | リーピング The Reaping                    | デイヴィッド・ウィンター |      |
| 2009   | フェイク・フィアンセ My Fake Fiancé       | スティーヴ               |      |
| 2010   | クリスマスキューピット Christmas Cupid    | アンドリュー・クレイグ   |      |

### テレビシリーズ
| 放映年    | 邦題 原題                                                     | 役名               | 備考         |
| --------- | ------------------------------------------------------------- | ------------------ | ------------ |
| 2000      | ドーソンズ・クリーク Dawson's Creek                           | ブラッド           | 1エピソード  |
| 2002      | 犯罪捜査官ネイビーファイル JAG                                | ジャック・カーシー | 1エピソード  |
| 2003      | Good Morning, Miami                                           | ジミー             | 1エピソード  |
| 2008-2009 | One Tree Hill                                                 | ボビー・アイロンズ | 12エピソード |
| 2009-2013 | アーミー・ワイフ Army Wives                                   | エディ・ホール     | 14エピソード |
| 2010      | 私はラブ・リーガル Drop Dead Diva                             | ADA Dushay         | 1エピソード  |
| 2010      | Marry Me〜本命彼女はモテ期中!? Marry Me                       | ジェフ・ラムソン   | ミニシリーズ |
| 2012      | 昏睡病棟-COMA- Coma                                           | シーン・バーマン   | ミニシリーズ |
| 2012      | ナッシュビル Nashville                                        | ランディ・ロバーツ | 3エピソード  |
| 2014      | ザ・ヤング・アンド・ザ・レストレス The Young and the Restless | ビリー・アボット   | 17エピソード |